# 드라마 Biz
드라마 Biz(일본어: ドラマBiz)는 TV 도쿄 계열에서 매주 월요일 편성되는 드라마이다. 해당 프레임의 기존 방영 기간은 2019년 4월 16일부터 2020년 6월 8일까지이며 종전 방영 시간대는 매주 월요일 22시 정각부터 22시 54분까지이다.

## 개요
2018년 3월까지 월요일 22시 범위의 프로그램으로 방송되고 있던 「닛케이 스페셜 미래 세기 지팡 ~비등 현장의 경제학~」이 수요일 22시 범위로 이동하게 됨에 따라 자사의 월요일 22시 범위에 신설된 드라마 범위이다.
이 프레임은 일을 주제로 비즈니스 드라마를 전개한다. 이 프레임에서의 드라마는 2011년 7월 18일 - 동년 9월 19일 방송 된 「IS: 남자도 여자도 아닌 성」이래 6년반 (7년) 모습이다.
2020년 6월 8일 종영 후 해당 방송 프레임의 종결이 7월 2일에 열린 정례 회의 지리에서 확정되었다. 후속 프로그램은 비정기로 편성되는 바라이어티 프로그램이 유력한 것으로 알려졌다.

## 작품 소개
| 작품명                                                       | 방송기간              | 출연진                           | 원작                  | 비고   |
| 2018년                                                       | 2018년                | 2018년                           | 2018년                | 2018년 |
| ------------------------------------------------------------ | --------------------- | -------------------------------- | --------------------- | ------ |
| 《헤드헌터》                                                 | 4월 16일 - 6월 4일    | 에구치 요스케고이케 에이코       | 오리지널              | 8부작  |
| 《라스트 찬스 재생청부인》                                   | 7월 16일 - 9월 3일    | 나카무라 토오루하세가와 쿄코     | 에가미 고             | 8부작  |
| 《해러스먼트 게임》                                          | 10월 15일 - 12월 10일 | 카라사와 토시아키히로세 아리스   | 이노우에 유미코       | 9부작  |
| 2019년                                                       |                       |                                  |                       |        |
| 《요츠바 은행 하라시마 히로미가 불평! ~이 여자에게 걸어라~》 | 1월 21일 - 3월 11일   | 마키 요코니시노 나나세           | 슈 료카 유메노 카즈코 | 8부작  |
| 《스파이럴~작은 공장의 기적~》                               | 4월 15일 - 6월 3일    | 타마키 히로시칸지야 시호리       | 마야마 진             | 8부작  |
| 《리갈 하트~생명의 재건 변호사~》                            | 7월 22일 - 9월 2일    | 소리마치 타카시와쿠이 에미       | 무라마츠 겐이치       | 7부작  |
| 《하루~종합상사의 여자~》                                    | 10월 21일 - 12월 9일  | 나카타니 미키후지키 나오히토     | 오리지널              | 8부작  |
| 2020년                                                       |                       |                                  |                       |        |
| 《병원의 치료 방법~닥터 아리하라의 도전~》                   | 1월 20일 - 3월 9일    | 고이즈미 코타로타카시마 마사노부 | 오리지널              | 7부작  |
| 《행렬의 여신~라면 서유기~》                                 | 4월 20일 - 6월 8일    | 스즈키 쿄카쿠로시마 유이나       | 쿠베 로쿠로 카와이 탄 | 8부작  |

## 방영 시간
| 방송대상지역  | 방송국               | 계열                        | 방영일시（JST）      | 연계 편성 | 비고                                            |
| ------------- | -------------------- | --------------------------- | -------------------- | --------- | ----------------------------------------------- |
| 간토 광역권   | TV 도쿄（TX）        | TV 도쿄 계열                | 월요일 22:00 - 22:54 | 제작국    |                                                 |
| 홋카이도      | TV 홋카이도（TVh）   | TV 도쿄 계열                | 월요일 22:00 - 22:54 | 동시 편성 |                                                 |
| 아이치현      | TV 아이치（TVA）     | TV 도쿄 계열                | 월요일 22:00 - 22:54 | 동시 편성 |                                                 |
| 오사카부      | TV 오사카（TVO）     | TV 도쿄 계열                | 월요일 22:00 - 22:54 | 동시 편성 |                                                 |
| 세토우치 지방 | TV 세토우치（TSC）   | TV 도쿄 계열                | 월요일 22:00 - 22:54 | 동시 편성 |                                                 |
| 후쿠오카현    | TVQ 규슈 방송（TVQ） | TV 도쿄 계열                | 월요일 22:00 - 22:54 | 동시 편성 |                                                 |
| 기후현        | 기후 방송（GBS）     | JAITS 계열                  | 월요일 22:00 - 22:54 | 동시 편성 |                                                 |
| 시가현        | 비와코 방송（BBC）   | JAITS 계열                  | 월요일 22:00 - 22:54 | 동시 편성 |                                                 |
| 나라현        | 나라 TV 방송（TVN）  | JAITS 계열                  | 월요일 22:00 - 22:54 | 동시 편성 |                                                 |
| 와카야마현    | TV 와카야마（WTV）   | JAITS 계열                  | 월요일 22:00 - 22:54 | 동시 편성 |                                                 |
| 일본 전역     | BS TV 도쿄（2K）     | TV 도쿄 계열 BS 테이터 방송 | 금요일 21:00 - 21:54 | 지연 편성 | 2018년 9월까지 BS 재팬이라는 사명으로 운영했다. |
| 일본 전역     | BS TV 도쿄 4K        | TV 도쿄 계열 BS 테이터 방송 | 금요일 21:00 - 21:54 | 지연 편성 | 2018년 12월 개국. 2019년 1분기부터 4K판 방영.   |

- 인터넷 방영은 TV Tokyo (TVer, GYAO!)와 TV Tokyo에서 방영된 후 Paravi에서도 볼 수 있게 되는 체제이다. "넷도 TV 도쿄"는 무료이며 최신 에피소드만 발신한다.

## 같이 보기
- TV 도쿄 월요일 밤 10시 드라마
  - 《최상의 명의》
  - 《스즈키 선생》
  - 《IS~남자도 여자도 아닌 성~》
- 드라마 프리미어 10
  - 《공연 NG》
  - 《아노니머스》
- 드라마 프리미어 23